# Macrargus alpinus
Macrargus alpinus là một loài nhện trong họ Linyphiidae.
Loài này thuộc chi Macrargus. Macrargus alpinus được miêu tả năm 1993 bởi Li & Zhu.